# Арнейру-даш-Мильярисаш
Арнейру-даш-Мильярисаш (порт. Arneiro das Milhariças) — район (фрегезия) в Португалии, входит в округ Сантарен. Является составной частью муниципалитета Сантарен. Входит в экономико-статистический субрегион Лезирия-ду-Тежу, который входит в Рибатежу. Население составляет 936 человек на 2001 год. Занимает площадь 12,01 км².